# Swedish Open 2010
Swedish Open 2010 — тенісний турнір, що проходив на кортах з ґрунтовим покриттям. Належав до категорії 250 у рамках Туру ATP 2010, а також до Туру WTA 2010. Відбувся в Бостаді (Швеція). Жіночий турнір тривав з 5 до 11 липня 2010 року, а чоловічий - з 12 до 18 липня 2010 року. Жіночий турнір був також відомий як Collector Swedish Open 2010, а чоловічий - SkiStar Swedish Open 2010 за назвою спонсора. 

## Учасниці

### Кваліфікація
| Player                | Країна    | Рейтинг* | Сіяна |
| --------------------- | --------- | -------- | ----- |
| Флавія Пеннетта       | Італія    | 10       | 1     |
| Араван Резаї          | Франція   | 20       | 2     |
| Луціє Шафарова        | Чехія     | 26       | 3     |
| Хісела Дулко          | Аргентина | 42       | 4     |
| Аранча Парра Сантонха | Іспанія   | 47       | 5     |
| Анджелік Кербер       | Німеччина | 54       | 6     |
| Софія Арвідссон       | Швеція    | 66       | 7     |
| Барбора Стрицова      | Чехія     | 68       | 8     |

- Рейтинг подано of 21 червня 2010.

### Інші учасниці
Нижче подано учасниць, що отримали вайлд-кард на вихід в основну сітку
- Еллен Аллгурін
- Анна Бражнікова
- Слоун Стівенс

Нижче наведено гравчинь, які пробились в основну сітку через стадію кваліфікації:
- Нурія Льягостера Вівес
- Лаура Зігемунд
- Ана Врлич
- Катрін Верле

## Учасники

### Сіяні учасники
| Гравець           | Країна     | Рейтинг* | Сіяний |
| ----------------- | ---------- | -------- | ------ |
| Робін Содерлінг   | Швеція     | 5        | 1      |
| Фернандо Вердаско | Іспанія    | 10       | 2      |
| Давид Феррер      | Іспанія    | 12       | 3      |
| Ніколас Альмагро  | Іспанія    | 20       | 4      |
| Томмі Робредо     | Іспанія    | 36       | 5      |
| Поль-Анрі Матьє   | Франція    | 51       | 6      |
| Денис Істомін     | Узбекистан | 59       | 7      |
| Флоран Серра      | Франція    | 60       | 8      |

- Рейтинг подано of 5 липня 2010.

### Інші учасники
Нижче подано учасників, що отримали вайлд-кард на вихід в основну сітку
- Андреас Вінчігерра
- Filip Prpic
- Крістіан Лінделл

Нижче наведено гравців, які пробились в основну сітку через стадію кваліфікації:
- Жонатан Даньєр де Вейї
- Ervin Eleskovic
- Єжи Янович
- Франко Шкугор

## Переможці та фіналісти

### Чоловіки. Одиночний розряд
Ніколас Альмагро —  Робін Содерлінг 7–5, 3–6, 6–2
- Для Альмагро це був перший титул за сезон і 6-й - за кар'єру.

### Одиночний розряд. Жінки
Араван Резаї —  Хісела Дулко, 6–3, 4–6, 6–4
- Для Резаї це був другий титул за сезон і 4-й — за кар'єру.

### Парний розряд. Чоловіки
Роберт Ліндстедт /  Горія Текеу —  Андреас Сеппі /  Сімоне Ваньйоцці, 6–4, 7–5

### Парний розряд. Жінки
Хісела Дулко /  Флавія Пеннетта —  Рената Ворачова /  Барбора Стрицова 7–6(7–0), 6–0